# Karen Bennett
Karen Bennett, née le 5 février 1989, est une rameuse britannique, vice-championne Olympique à Rio de Janeiro. 

## Palmarès[1]

### Jeux Olympiques
- 2016: Rio de Janeiro ,  Brésil
  - : Médaille d'argent aux Jeux Olympiques, Huit

### Championnats du monde
- 2015: Lac d'Aiguebelette ,  France
  - : Médaille d'argent aux championnats du monde, 4 sans barreuse

### Championnats d'Europe
- 2021: Varèse ,  Italie
  - : Médaille de bronze aux championnats d'Europe, 4 sans barreuse
- 2019: Lucerne ,  Suisse
  - : Médaille d'argent aux championnats d'Europe, Huit
- 2018: Glasgow ,  Royaume-Uni
  - : Médaille d'argent aux championnats d'Europe, Huit
- 2017: Račice ,  Tchéquie
  - : Médaille de bronze aux championnats d'Europe, Deux sans barreuse
- 2016: Brandebourg-sur-la-Havel ,  Allemagne
  - : Médaille d'or aux championnats d'Europe, Huit